# Szolem Mandelbrojt
Szolem Mandelbrojt (Varsavia, 10 gennaio 1899 – Parigi, 23 settembre 1983) è stato un matematico francese.

## Biografia
Di famiglia ebrea, nacque nella Polonia soggetta all'Impero zarista, e trascorse la sua adolescenza prima in Polonia, in Ucraina e poi in Francia, durante la guerra civile che seguì la Rivoluzione Russa. All'età di vent'anni partì per la Francia per esigenze intellettuali non essendo in accordo con la matematica polacca guidata da Wacław Sierpiński. In seguito divenne cittadino francese.
In Francia lavorò particolarmente nell'analisi classica, fu studente di Jacques Hadamard, divenendo suo successore come Professore al Collège de France. Più tardi, all'Académie des sciences ottenne la cattedra che era stata di Henri Poincaré e dello stesso Hadamard.
Fu uno dei primi membri del gruppo Nicolas Bourbaki. 
Le sue pubblicazioni vertono su serie di Dirichlet, serie lacunarie, analisi complessa e analisi armonica. È considerato allievo di Godfrey Harold Hardy, e viene inserito nel gruppo di Norbert Wiener e Torsten Carleman.
Durante la Seconda Guerra mondiale si trasferì a Houston nel 1940 presso il Rice Institute, aiutato dal programma di Louis Rapkine.
Szolem Mandelbrot era lo zio paterno del matematico Benoît Mandelbrot. 
Jean-Pierre Kahane e Shmuel Agmon sono stati suoi studenti.